# 28917 Zacollins
28917 Zacollins è un asteroide della fascia principale. Scoperto nel 2000, presenta un'orbita caratterizzata da un semiasse maggiore pari a 3,0666324 UA e da un'eccentricità di 0,1632009, inclinata di 2,69808° rispetto all'eclittica.